# FIS Ladies Grand Prix 2001
FIS Ladies Grand Prix 2001 (niem. 3. FIS-Ladies-Grand-Prix) – trzecia edycja FIS Ladies Winter Tournee, przeprowadzona w sezonie 2000/2001 na skoczniach w Niemczech i Austrii. 
Początek turnieju nastąpił 27 stycznia 2001, podczas zawodów indywidualnych na skoczni w Schönwaldzie. Następnego dnia, rozegrano drugi konkurs indywidualny na tym samym obiekcie. Po raz trzeci skoczkinie rywalizowały 31 stycznia w Breitenbergu. Kolejne zmagania indywidualne i drużynowe miały być rozegrane w Saalfelden, jednak nie odbyły się. 
Wszystkie konkursy indywidualne wygrała Daniela Iraschko. Natomiast wyniki konkursu drużynowego zostały ustalone na podstawie wyników czterech najlepszych zawodniczek z każdego kraju, w trzech konkursach. Zwyciężczynią trzeciej edycji turnieju została Daniela Iraschko, która zdobyła najwięcej punktów w klasyfikacji łącznej FIS Ladies Grand Prix. Na drugim stopniu podium w generalnej klasyfikacji turnieju stanęła Henriette Smeby, a na trzecim – Eva Ganster.
W cyklu wystartowało łącznie 32 zawodniczki z ośmiu narodowych reprezentacji.

## FIS Ladies Grand Prix

### Tło
Do 1998 roku Międzynarodowa Federacja Narciarska nie organizowała żadnych konkursów kobiecych. Zdarzało się jednak, że skoczkinie startowały w roli przedskoczków w zawodach mężczyzn lub występowały jako zawodniczki, ale nie były klasyfikowane. W styczniu 1998 w Sankt Moritz odbyły się nieoficjalne mistrzostwa świata juniorek, które są uznawane za pierwsze międzynarodowe zawody kobiece. W marcu tego samego roku odbyły się natomiast pierwsze seniorskie zawody kobiet pod egidą Międzynarodowej Federacji Narciarskiej – dwa konkursy Pucharu Kontynentalnego w Schönwaldzie. W kolejnym sezonie po raz pierwszy zorganizowano FIS Ladies Grand Tournee, będący pierwszym międzynarodowym cyklem zawodów kobiet, rozgrywanym przez Międzynarodową Federację Narciarską. 
Spośród zawodniczek startujących w FIS Ladies Grand Prix w 2001 roku, dwadzieścia brało udział w drugiej edycji turnieju. Wśród zawodniczek sklasyfikowanych w pierwszej dwudziestce poprzedniej edycji, na stracie zabrakło tylko Szwedek: dziewiętnastej Cathariny Tikki i dwudziestej Lindy Eriksson. Na starcie zabrakło Sandry Kaiser, pierwszej zwyciężczyni turnieju z 1999 roku. Zwyciężczynią FIS Ladies Grand Tournee 2000 była Daniela Iraschko przed Evą Ganster i Heidi Roth.

### Program turnieju
Przed rozpoczęciem FIS Ladies Grand Prix 2001 podany został oficjalny program serii treningowych, próbnych i konkursowych oraz innych wydarzeń bezpośrednio związanych z turniejem. Poniższa tabela przedstawia szczegółowy wykaz tych wydarzeń, zgodny z pierwotnym planem organizacji turnieju.
| Data             | Miejsce     | Godzina                                                                                          | Wydarzenie                                                                                                |
| ---------------- | ----------- | ------------------------------------------------------------------------------------------------ | --- |
| 25 stycznia 2001 | Schönwald   | 19:00                                                                                            | pierwsze spotkanie kapitanów drużyn, oraz losowanie i szkolenie dla jury w Uhrmacher-Ketterer-Halle       |
| 26 stycznia 2001 | Schönwald   | 9:00                                                                                             | kontrola dokumentów i kombinezonów                                                                        |
| 26 stycznia 2001 | Schönwald   | 14:00-16:00                                                                                      | otwarta seria treningowa                                                                                  |
| 26 stycznia 2001 | Schönwald   | 16:30                                                                                            | powitanie gości z zagranicy, wydawanie numerów startowych oraz zabawa z Enrico w Uhrmacher-Ketterer-Halle |
| 27 stycznia 2001 | Schönwald   | 10:00                                                                                            | oficjalna seria treningowa                                                                                |
| 27 stycznia 2001 | Schönwald   | 14:00                                                                                            | pierwszy konkurs indywidualny, po nim wręczenie nagród oraz wyjazd do Baiersbronn                         |
| 27 stycznia 2001 | Baiersbronn | 21:00                                                                                            | drugie spotkanie kapitanów drużyn w Rosensaal                                                             |
| 28 stycznia 2001 | Baiersbronn | 10:00                                                                                            | oficjalna seria treningowa                                                                                |
| 28 stycznia 2001 | Baiersbronn | 14:00                                                                                            | drugi konkurs indywidualny, po nim wręczenie nagród                                                       |
| 29 stycznia 2001 | –           | –                                                                                                | wyjazd do Breitenbergu                                                                                    |
| 29 stycznia 2001 | Sonnen      | 18:00                                                                                            | trzecie spotkanie kapitanów drużyn w Sporthotel Sonnenhof                                                 |
| 30 stycznia 2001 | Braitenberg |                                                                                                  | |
| 30 stycznia 2001 | Braitenberg | 10:00                                                                                            | otwarta seria treningowa                                                                                  |
| 30 stycznia 2001 | Braitenberg | 18:00-20:00                                                                                      | oficjalna seria treningowa                                                                                |
| 31 stycznia 2001 | Braitenberg |                                                                                                  | |
| 10:00            | Braitenberg | otwarta seria treningowa                                                                         | |
| 18:00            | Braitenberg | trzeci konkurs indywidualny                                                                      | |
| 1 lutego 2001    | –           | –                                                                                                | wyjazd do Saalfelden                                                                                      |
| 1 lutego 2001    | Saalfelden  | 18:00                                                                                            | czwarte spotkanie kapitanów drużyn w Festsaal                                                             |
| 2 lutego 2001    | Saalfelden  |                                                                                                  | |
| 13:30-15:30      | Saalfelden  | otwarta seria treningowa                                                                         | |
| 19:00            | Saalfelden  | wręczenie numerów startowych przez burmistrza Braitenbergu - Güntera Schieda na planu ratuszowym | |
| 3 lutego 2001    | Saalfelden  | 9:30-11:30                                                                                       | oficjalna seria treningowa                                                                                |
| 3 lutego 2001    | Saalfelden  | 13:30                                                                                            | konkurs drużynowy                                                                                         |
| 4 lutego 2001    | Saalfelden  | 9:30-11:30                                                                                       | oficjalna seria treningowa                                                                                |
| 4 lutego 2001    | Saalfelden  | 13:30                                                                                            | czwarty konkurs indywidualny, po nim wręczenie nagród                                                     |
| 5 lutego 2001    | –           | –                                                                                                | wyjazd do domu                                                                                            |

## Zasady
Zasady obowiązujące w FIS Ladies Grand Tournee są takie same, jak podczas zawodów Pucharu Świata, czy Pucharu Kontynentalnego.
Do klasyfikacji generalnej FIS Ladies Grand Prix zaliczane były noty punktowe zdobyte przez zawodniczki podczas konkursów.
Skoki oceniane były w taki sam sposób, jak podczas zawodów Pucharu Świata, czy Pucharu Kontynentalnego. Za osiągnięcie odległości równej punktowi konstrukcyjnemu zawodniczka otrzymywała 60 punktów. Za każdy dodatkowy metr uzyskiwała dodatkowo 2 punkty, i analogicznie za każdy metr poniżej punktu K minus 2 punkty. Ponadto, styl skoku i lądowania podlegał ocenie przez pięciu sędziów wybranych przez FIS, którzy mogli przyznać maksymalnie po 20 punktów. Dwie skrajne noty (najwyższa i najniższa) nie wliczane były do noty końcowej.

## Skocznie
Konkursy FIS Ladies Grand Prix w 2001 przeprowadzone zostały na dwóch skoczniach narciarskich – Adlerschanze w Schönwaldzie oraz Baptist-Kitzlinger-Schanze w Breitenbergu. Oba obiekty były skoczniami normalnymi.
|  | Nazwa skoczni              | Miejscowość | Punkt K | Punkt jury | Rekord skoczni | Rekord skoczni | Rekord skoczni |
|  | -------------------------- | ----------- | ------- | ---------- | -------------- | -------------- | -------------- |
|  | Adlerschanze               | Schönwald   | K-85    | 93,0 m     | 93,5 m         | Robert Křenek  | 07.03.1998     |
|  | Baptist-Kitzlinger-Schanze | Breitenberg | K-75    | 82,0 m     | 82,5 m         | Yūta Watase    | 10.10.1999     |

## Jury
Głównymi dyrektorami konkursów w ramach FIS Ladies Grand Tournee byli kolejno: Hans Göppert, Bischoff Fritz i Alois Uhrmann. Sędzią technicznym podczas wszystkich zawodów turnieju, był Austriak Johannes Vouk. Asystentami Vouka kolejno byli: w dwóch konkursach w Schönwaldzie Uli Forner, a w Breitenbergu Walter Vogel.
W poniższej tabeli znajduje się zestawienie wszystkich sędziów, którzy oceniali styl skoków podczas konkursów FIS Ladies Grand Prix 2001 wraz z zajmowanymi przez nich miejscami na wieży sędziowskiej.
| Otto Baier          | Niemcy | A | E | – |
| Christian Dichtler  | Niemcy | – | – | D |
| Klaus Dilger        | Niemcy | C | – | – |
| Egon Finkbeiner     | Niemcy | – | A | – |
| Siegfried Günter    | Niemcy | – | D | – |
| Rolf Hirt           | Niemcy | D | – | – |
| Ernst Kuchler       | Niemcy | – | – | A |
| Horst Maurer        | Niemcy | – | – | E |
| Stefan Mirus        | Niemcy | – | B | – |
| Rolf Rothfuß        | Niemcy | E | – | – |
| Sandra Spitz        | Niemcy | B | C | – |
| Helmut Weinberger   | Niemcy | – | – | C |
| Helmuth Wegscheider | Niemcy | – | – | B |

## Podium klasyfikacji łącznej
| Zawodniczka      | Schönwald | Schönwald | Schönwald | Schönwald | Schönwald | Schönwald | Breitenberg | Breitenberg | Breitenberg | Nota łączna | Strata |
| Zawodniczka      | Skok 1    | Skok 2    | Nota      | Skok 1    | Skok 2    | Nota      | Skok 1      | Skok 2      | Nota        | Nota łączna | Strata |
| ---------------- | --------- | --------- | --------- | --------- | --------- | --------- | ----------- | ----------- | ----------- | ----------- | ------ |
| Daniela Iraschko | 95,0 m    | 90,0 m    | 239,5     | 92,5 m    | 91,0 m    | 261,0     | 82,0 m      | 78,5 m      | 253,6       | 754,1       | –      |
| Henriette Smeby  | 85,0 m    | 75,0 m    | 208,5     | 76,0 m    | 78,0 m    | 188,0     | 76,0 m      | 76,5 m      | 237,5       | 634,0       | 120,1  |
| Eva Ganster      | 80,0 m    | 80,0 m    | 210,0     | 72,0 m    | 78,0 m    | 186,0     | 74,5 m      | 75,0 m      | 231,4       | 627,4       | 126,7  |

## Przebieg zawodów

### Schönwald

#### Pierwszy konkurs (indywidualny)

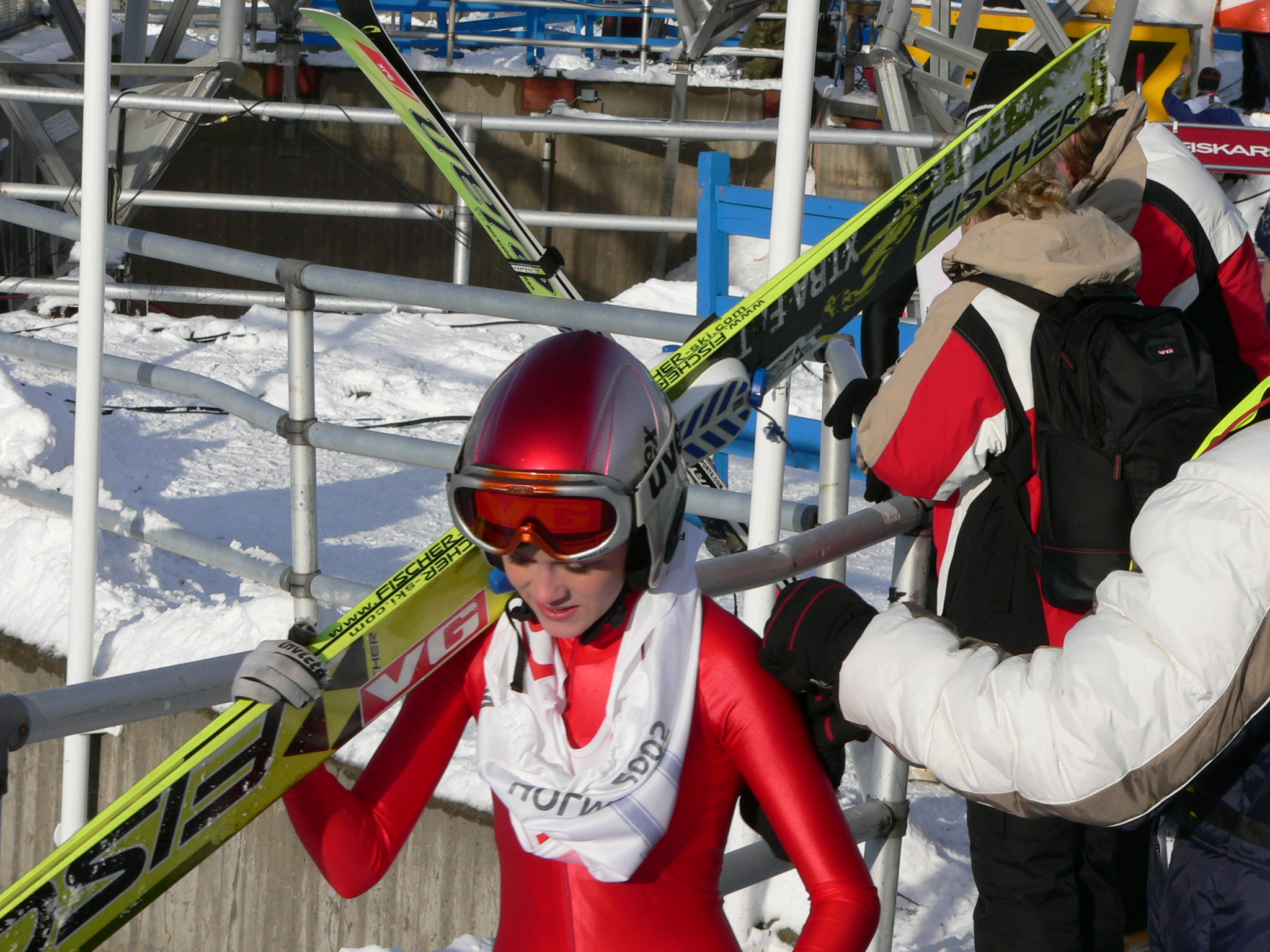
Henriette Smeby – trzecia zawodniczka pierwszego konkursu indywidualnego FIS Ladies Grand Prix w Schönwaldzie.

Pierwszy z konkursów indywidualnych, przeprowadzony w ramach FIS Ladies Grand Prix, odbył się na obiekcie normalnym w Schönwaldzie. W pierwszej serii konkursowej dwóm zawodniczkom udało się osiągnąć odległość powyżej, bądź równą punktu konstrukcyjnego, umieszczonego na 85 metrze. Pierwszą, która tego dokonała, była Henriette Smeby, która skoczyła 85,0 metrów. Dziesięć metrów dalej lądowała Daniela Iraschko, jednak nie ustała swojego skoku. Gdyby udało się ustać jej skok, pobiła by rekord skoczni należący do Roberta Křeneka, który w marcu 1998 roku skoczył 93,5 metra. Notę łączną powyżej 100 punktów uzyskały jeszcze tylko dwie zawodniczki: Lindsey Van (102,5 punktu) i Eva Ganster (104,5 punktu). Po pierwszej serii liderką była Henriette Smeby, z pięcioma punktami przewagi nad Danielą Iraschko, i 11,5 punktu nad trzecią Evą Ganster.
Jako pierwsza w serii finałowej, skok 80 metrowy oddała Eva Ganster, która skoczyła dokładnie 80,0 metrów. Dzięki temu skokowi awansowała na drugą pozycję w klasyfikacji łącznej konkursu. Odległościowo lepszy rezultat osiągnęła tylko Iraschko (90,0 m). Prowadząca po pierwszej serii Henriette Smeby, uzyskała nieco gorszy rezultat niż Austriaczki, przez co spadła o dwie pozycje w klasyfikacji łącznej konkursu. Zawody wygrała Iraschko przed Ganster i Smeby.
Podczas zawodów temperatura wynosiła –1,0 °C.

##### Wyniki zawodów (27.01.2001)
| 1.  | Daniela Iraschko     | Austria           | 95,0 | 111,0 | 90,0 | 128,5 | 239,5 |
| 2.  | Eva Ganster          | Austria           | 80,0 | 104,5 | 80,0 | 105,5 | 210,0 |
| 3.  | Henriette Smeby      | Norwegia          | 85,0 | 116,0 | 75,0 | 92,5  | 208,5 |
| 4.  | Magdalena Kubli      | Austria           | 77,5 | 96,5  | 72,5 | 97,0  | 193,5 |
| 5.  | Anette Sagen         | Norwegia          | 76,0 | 91,0  | 77,0 | 94,5  | 185,5 |
| 6.  | Lindsey Van          | Stany Zjednoczone | 78,5 | 102,5 | 74,0 | 82,0  | 184,5 |
| 7.  | Ayumi Watase         | Japonia           | 73,0 | 88,0  | 77,5 | 96,5  | 184,5 |
| 8.  | Izumi Yamada         | Japonia           | 73,0 | 85,5  | 76,0 | 96,0  | 181,5 |
| 9.  | Rieko Kanai          | Japonia           | 69,5 | 77,0  | 77,5 | 95,5  | 172,5 |
| 10. | Michaela Schmidt     | Niemcy            | 75,0 | 92,0  | 69,0 | 76,0  | 168,0 |
| 11. | Yoshiko Kasai        | Japonia           | 67,0 | 72,5  | 75,5 | 92,0  | 164,5 |
| 12. | Ann-Kathrin Reger    | Niemcy            | 70,0 | 77,0  | 72,0 | 82,0  | 159,0 |
| 13. | Karla Keck           | Stany Zjednoczone | 76,0 | 92,5  | 60,0 | 52,5  | 145,0 |
| 14. | Heidi Roth           | Niemcy            | 73,0 | 85,0  | 61,0 | 57,0  | 142,0 |
| 15. | Carina Hils          | Niemcy            | 66,0 | 67,5  | 68,0 | 73,5  | 141,0 |
| 16. | Helena Olsson        | Szwecja           | 64,5 | 66,0  | 68,0 | 74,5  | 140,5 |
| 17. | Line Jahr            | Norwegia          | 65,5 | 66,5  | 68,0 | 73,5  | 140,0 |
| 18. | Erika Westlund       | Szwecja           | 68,0 | 72,0  | 64,0 | 63,5  | 135,5 |
| 19. | Elizabeth Szotyori   | Stany Zjednoczone | 66,0 | 67,0  | 66,0 | 68,0  | 135,0 |
| 20. | Stefanie Krieg       | Niemcy            | 68,0 | 74,0  | 63,0 | 60,0  | 134,0 |
| 21. | Lydie Bernard        | Francja           | 65,5 | 65,5  | 65,5 | 67,5  | 133,0 |
| 22. | Tanja Volčjak        | Słowenia          | 69,0 | 76,5  | 59,0 | 53,5  | 130,0 |
| 23. | Blair Tomten         | Stany Zjednoczone | 67,5 | 70,0  | 61,0 | 55,0  | 125,0 |
| 24. | Kristin Schmidt      | Niemcy            | 61,5 | 56,0  | 62,5 | 59,5  | 115,5 |
| 25. | Jenna Mohr           | Niemcy            | 62,0 | 61,5  | 58,0 | 42,5  | 104,0 |
| 26. | Annika Hilmers       | Niemcy            | 55,0 | 40,0  | 55,0 | 40,0  | 80,0  |
| 27. | Alexandra Schnitzler | Stany Zjednoczone | 52,0 | 32,5  | 52,0 | 32,5  | 65,0  |
| 28. | Laura Gruß           | Niemcy            | 49,5 | 28,5  | 50,5 | 31,0  | 59,5  |
| 29. | Stine Lobben         | Norwegia          | 47,0 | 0,0   | 51,0 | 30,0  | 30,0  |

#### Drugi konkurs (indywidualny)

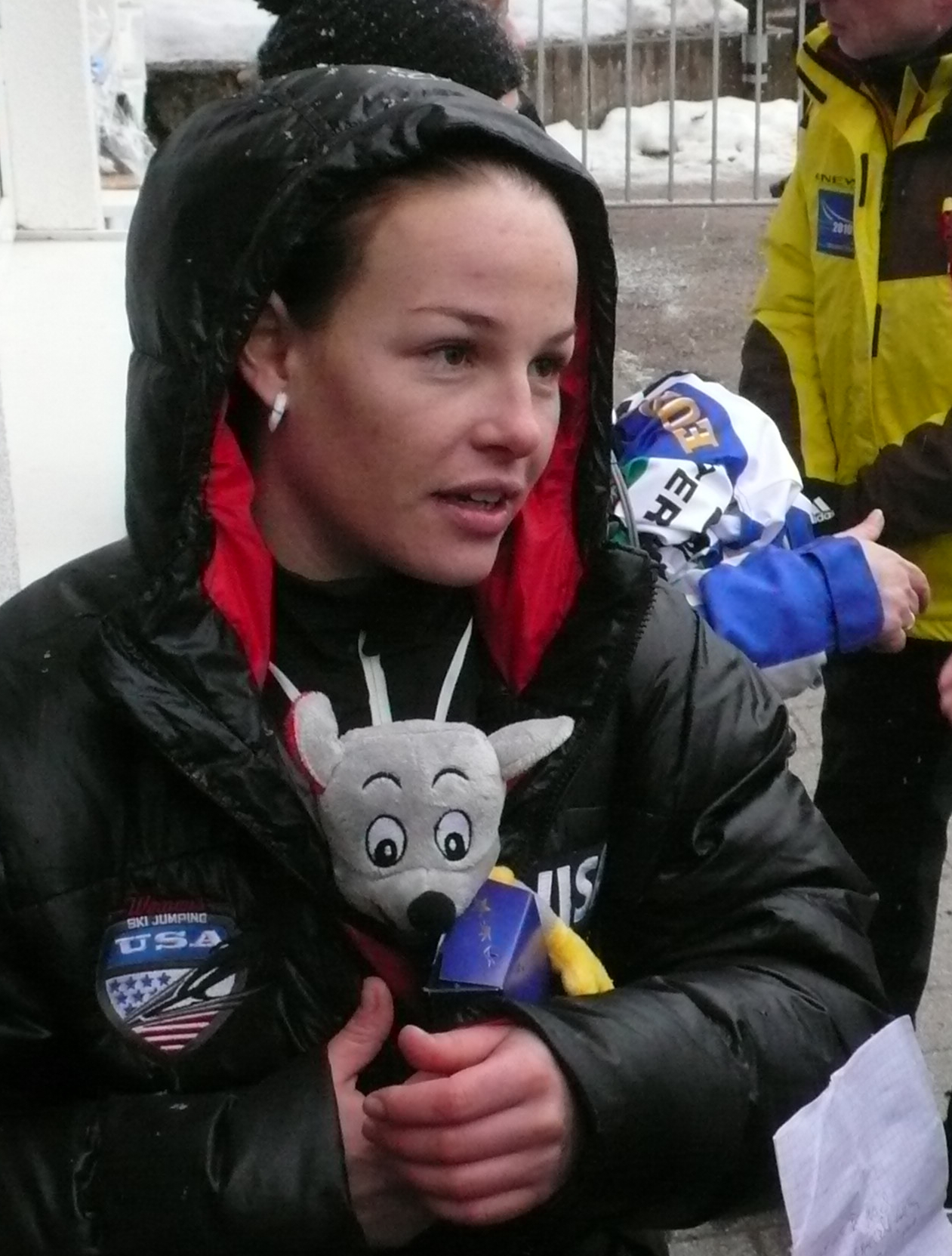
Lindsey Van – druga zawodniczka drugiego konkursu FIS Ladies Grand Prix.

Drugimi zawodami rozegranymi w ramach FIS Ladies Grand Prix był konkurs w Schönwaldzie. Pierwotnie zawody miały odbyć się na skoczni Große Ruhestein w Baiersbronn, jednak nie zostały rozegrane. W pierwszej serii jedna zawodniczka – Daniela Iraschko, uzyskała odległość powyżej punktu konstrukcyjnego, umieszczonego na 85 metrze. Austriaczka skoczyła 92,5 metra, czyli o 14,5 metra więcej, niż plasująca się na drugim miejscu Magdalena Kubli, i metr krócej niż rekord skoczni. Na prowadzeniu po pierwszej serii była Iraschko, o 33,5 punktu przed Kubli, i o 34,0 punkty przed Lindsey Van.
W serii finałowej podobnie jak w pierwszej, jednej zawodniczce – Danieli Iraschko udało się uzyskać odległość powyżej punktu konstrukcyjnego. Reprezentantka klubu WSV Eisenerz, skoczyła na odległość 91 metrów. Drugą odległością drugiej serii było 79 metrów Lindsey Van, a trzecią 78,0 metrów uzyskały trzy zawodniczki Eva Ganster, Henriette Smeby i Magdalena Kubli. Zawody wygrała prowadząca po pierwszej serii Daniela Iraschko, drugie miejsce ze stratą 60,5 punktu zajęła Lindsey Van, a trzecie Magdalena Kubli (62,5 punktu straty).
Podczas zawodów było słonecznie, a temperatura wynosiła –2,0 °C.

##### Wyniki zawodów (28.01.2001)
| 1.  | Daniela Iraschko     | Austria           | 92,5 | 132,5 | 91,0 | 128,5 | 261,0 |
| 2.  | Lindsey Van          | Stany Zjednoczone | 77,0 | 98,5  | 79,0 | 102,0 | 200,5 |
| 3.  | Magdalena Kubli      | Austria           | 78,0 | 99,0  | 78,0 | 99,5  | 198,5 |
| 4.  | Henriette Smeby      | Norwegia          | 76,0 | 94,0  | 78,0 | 94,0  | 188,0 |
| 5.  | Eva Ganster          | Austria           | 72,0 | 85,5  | 78,0 | 100,5 | 186,0 |
| 6.  | Rieko Kanai          | Japonia           | 73,0 | 84,5  | 79,0 | 98,5  | 183,0 |
| 7.  | Izumi Yamada         | Japonia           | 79,0 | 95,5  | 70,0 | 81,5  | 177,0 |
| 8.  | Ayumi Watase         | Japonia           | 70,5 | 82,5  | 77,0 | 94,0  | 176,5 |
| 9.  | Heidi Roth           | Niemcy            | 74,0 | 88,5  | 71,0 | 82,0  | 170,5 |
| 9.  | Ann-Kathrin Reger    | Niemcy            | 75,0 | 91,5  | 70,0 | 79,0  | 170,5 |
| 11. | Karla Keck           | Stany Zjednoczone | 76,0 | 92,0  | 69,0 | 78,0  | 170,0 |
| 11. | Yoshiko Kasai        | Japonia           | 74,0 | 88,0  | 71,0 | 82,0  | 170,0 |
| 13. | Stefanie Krieg       | Niemcy            | 73,5 | 86,5  | 70,0 | 79,5  | 166,0 |
| 14. | Line Jahr            | Norwegia          | 70,5 | 82,0  | 70,0 | 82,0  | 164,0 |
| 15. | Michaela Schmidt     | Niemcy            | 72,0 | 85,5  | 66,0 | 67,5  | 153,0 |
| 16. | Helena Olsson        | Szwecja           | 69,5 | 79,5  | 65,0 | 70,0  | 149,5 |
| 17. | Tanja Volčjak        | Słowenia          | 69,0 | 77,5  | 64,5 | 67,5  | 145,0 |
| 18. | Carina Hils          | Niemcy            | 70,0 | 79,0  | 63,0 | 63,0  | 142,0 |
| 19. | Anette Sagen         | Norwegia          | 67,0 | 71,0  | 67,0 | 69,5  | 140,5 |
| 20. | Kristin Schmidt      | Niemcy            | 69,0 | 75,5  | 63,0 | 63,5  | 139,0 |
| 21. | Elizabeth Szotyori   | Stany Zjednoczone | 65,0 | 68,5  | 66,0 | 67,0  | 135,5 |
| 22. | Erika Westlund       | Szwecja           | 66,0 | 71,5  | 60,0 | 57,5  | 129,0 |
| 23. | Blair Tomten         | Stany Zjednoczone | 61,0 | 57,0  | 58,0 | 48,5  | 105,5 |
| 24. | Lydie Bernard        | Francja           | 56,0 | 44,5  | 63,0 | 59,0  | 103,5 |
| 25. | Jenna Mohr           | Niemcy            | 57,0 | 46,5  | 56,0 | 48,0  | 94,5  |
| 26. | Laura Gruß           | Niemcy            | 57,0 | 51,0  | 54,0 | 42,0  | 93,0  |
| 27. | Annika Hilmers       | Niemcy            | 57,5 | 50,0  | 52,0 | 36,5  | 86,5  |
| 28. | Stine Lobben         | Norwegia          | 53,0 | 36,5  | 50,5 | 31,5  | 68,0  |
| 29. | Alexandra Schnitzler | Stany Zjednoczone | 50,5 | 31,5  | 53,0 | 36,0  | 67,5  |

### Breitenberg

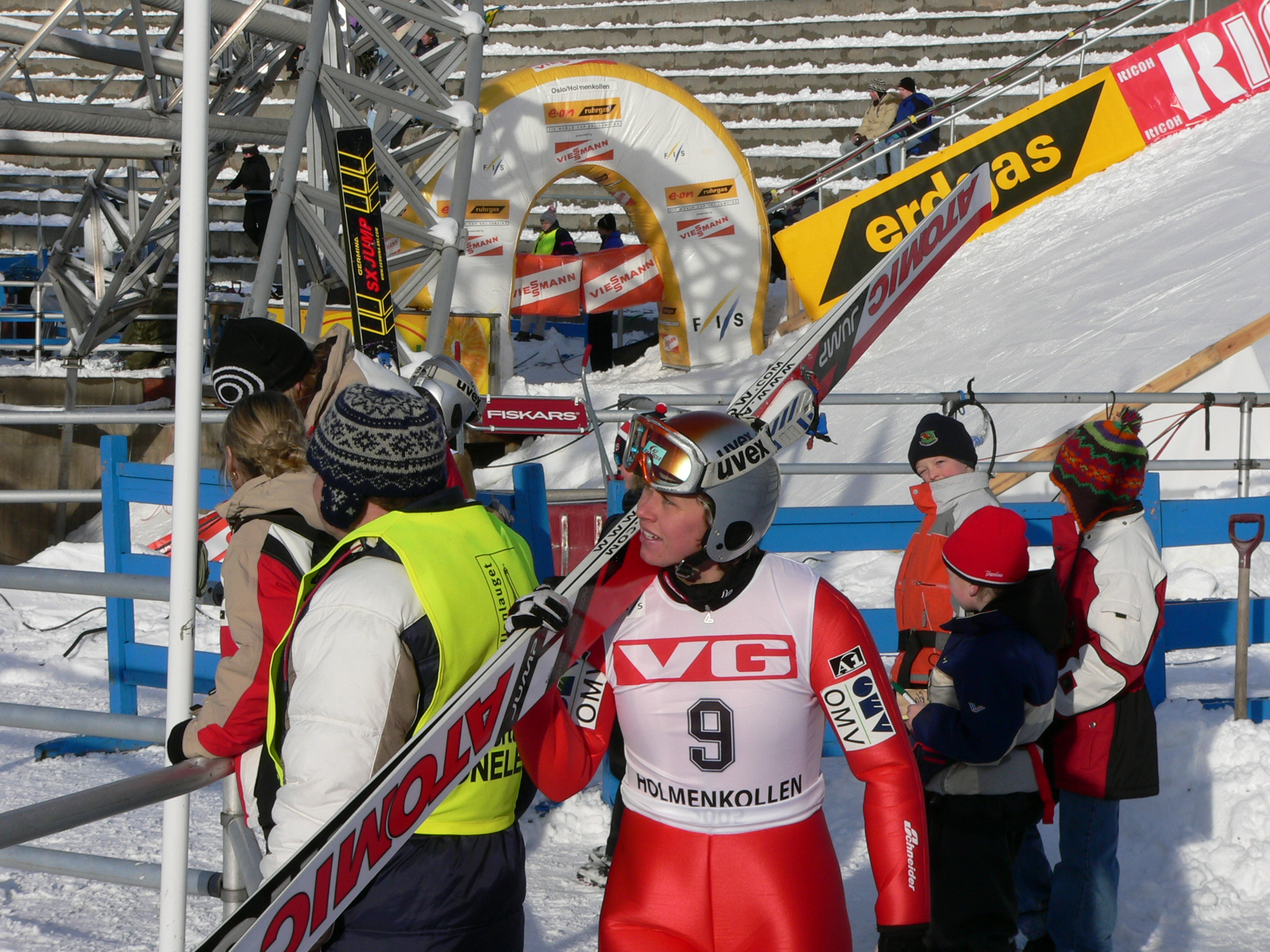
Eva Ganster – trzecia zawodniczka ostatniego indywidualnego konkursu FIS Ladies Grand Prix w Breitenbergu.

Trzy dni po konkursie w Schönwald, przeprowadzony został trzeci konkurs FLGT, na skoczni Baptist-Kitzlinger-Schanze (K-75) w Breitenbergu. W pierwszej serii dwóm zawodniczkom udało się uzyskać odległość powyżej punktu konstrukcyjnego, umieszczonego na 75 metrze. Najdalej skoczyła Daniela Iraschko (82,0 m). Drugą odległość serii uzyskała Henriette Smeby (76,0 m) i plasowała się na drugim miejscu. Trzecie miejsce po pierwszej serii zajmowała natomiast Eva Ganster po skoku na 74,5 metra. Pół metra lepszy rezultat uzyskała Izumi Yamada, jednak uzyskała nieco gorsze noty niż Ganster.
W serii finałowej wystartowało trzydzieści jeden zawodniczek, spośród których dziewięć osiągnęło odległość 70 metrów, natomiast cztery osiągnęły odległość powyżej punktu konstrukcyjnego umieszczonego na 75 metrze. Pierwszą, która tego dokonała, była Izumi Yamada, która uzyskała 75,0 metrów. Rezultat ten został poprawiony przez drugą zawodniczkę pierwszej serii, Henriette Smeby. Do końca konkursu Smeby wyprzedziła tylko Daniela Iraschko, po skoku na 78,5 metra. Zwyciężczynią konkursu została zatem Iraschko, a na kolejnych stopniach podium stanęły Smeby i Ganster.
Podczas konkursu padał śnieg, a temperatura powietrza wynosiła +2,0 °C.

#### Wyniki zawodów (31.01.2001)
| 1.  | Daniela Iraschko     | Austria           | 82,0 | 128,9 | 78,5 | 124,7 | 253,6 |
| 2.  | Henriette Smeby      | Norwegia          | 76,0 | 118,2 | 76,5 | 119,3 | 237,5 |
| 3.  | Eva Ganster          | Austria           | 74,5 | 114,4 | 75,0 | 117,0 | 231,4 |
| 4.  | Izumi Yamada         | Japonia           | 75,0 | 114,0 | 75,0 | 115,0 | 229,0 |
| 5.  | Lindsey Van          | Stany Zjednoczone | 72,5 | 110,5 | 74,5 | 114,9 | 225,4 |
| 6.  | Heidi Roth           | Niemcy            | 71,5 | 105,8 | 72,0 | 107,9 | 213,7 |
| 7.  | Karla Keck           | Stany Zjednoczone | 74,0 | 106,8 | 70,5 | 100,6 | 207,4 |
| 8.  | Michaela Schmidt     | Niemcy            | 68,5 | 98,7  | 72,0 | 105,9 | 204,6 |
| 9.  | Magdalena Kubli      | Austria           | 71,0 | 103,7 | 69,5 | 97,4  | 201,1 |
| 10. | Ayumi Watase         | Japonia           | 70,0 | 101,0 | 69,0 | 98,8  | 199,8 |
| 11. | Anette Sagen         | Norwegia          | 70,0 | 98,0  | 70,5 | 99,6  | 197,6 |
| 12. | Elizabeth Szotyori   | Stany Zjednoczone | 69,0 | 97,3  | 66,5 | 91,8  | 189,1 |
| 13. | Tanja Volčjak        | Słowenia          | 68,0 | 95,1  | 66,0 | 90,7  | 185,8 |
| 14. | Yoshiko Kasai        | Japonia           | 70,5 | 102,1 | 63,0 | 83,1  | 185,2 |
| 15. | Ann-Kathrin Reger    | Niemcy            | 67,5 | 91,5  | 67,5 | 92,5  | 184,0 |
| 16. | Line Jahr            | Norwegia          | 65,5 | 91,1  | 64,5 | 88,4  | 179,5 |
| 17. | Helena Olsson        | Szwecja           | 66,0 | 89,7  | 64,5 | 85,9  | 175,6 |
| 18. | Kristin Schmidt      | Niemcy            | 64,5 | 86,4  | 65,0 | 83,5  | 169,9 |
| 19. | Stefanie Krieg       | Niemcy            | 62,5 | 82,0  | 65,0 | 85,0  | 167,0 |
| 20. | Jenna Mohr           | Niemcy            | 63,5 | 81,7  | 62,0 | 78,9  | 160,6 |
| 21. | Carina Hils          | Niemcy            | 64,0 | 81,3  | 61,0 | 74,7  | 156,0 |
| 22. | Erika Westlund       | Szwecja           | 61,0 | 72,7  | 63,0 | 79,1  | 151,8 |
| 23. | Blair Tomten         | Stany Zjednoczone | 61,0 | 74,2  | 62,0 | 75,4  | 149,6 |
| 24. | Verena Floss         | Austria           | 60,0 | 70,0  | 60,0 | 71,0  | 141,0 |
| 25. | Annika Hilmers       | Niemcy            | 61,0 | 75,2  | 55,5 | 64,1  | 139,3 |
| 26. | Lydie Bernard        | Francja           | 59,5 | 69,9  | 57,5 | 67,0  | 136,9 |
| 27. | Angelika Kühorn      | Niemcy            | 63,0 | 77,1  | 54,0 | 51,8  | 128,9 |
| 28. | Laura Gruß           | Niemcy            | 54,0 | 57,8  | 57,5 | 68,5  | 126,3 |
| 29. | Nicole Hauer         | Niemcy            | 55,5 | 61,6  | 55,5 | 61,1  | 122,7 |
| 30. | Alexandra Schnitzler | Stany Zjednoczone | 52,0 | 50,4  | 51,0 | 50,7  | 101,1 |
| 31. | Stine Lobben         | Norwegia          | 48,0 | 39,1  | 47,0 | 38,9  | 78,0  |

### Saalfelden

#### Konkurs indywidualny
Konkurs indywidualny który miał się odbyć 3 lutego 2001 roku, na skoczni Bibergschanze w Saalfelden został odwołany.

#### Konkurs drużynowy

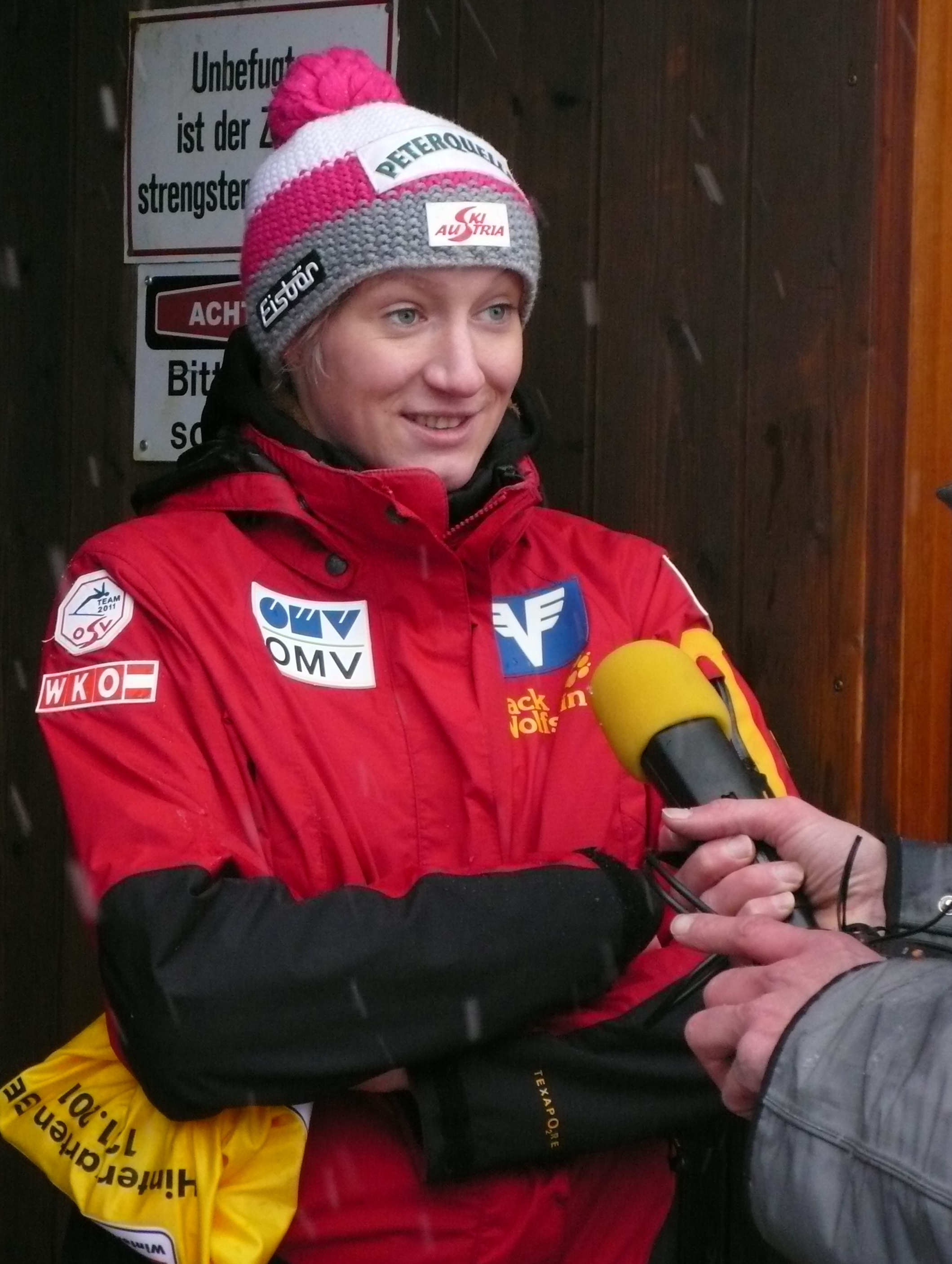
Daniela Iraschko – zwyciężczyni klasyfikacji łącznej FIS Ladies Grand Prix w sezonie 2000/2001 oraz podstawowa zawodniczka drużyny Austriackiej.

Konkurs drużynowy który miał się odbyć 4 lutego 2001 roku, na skoczni Bibergschanze w Saalfelden także został odwołany. Jednak organizatorzy zdecydowali aby wyniki konkursu drużynowego, zostały ustalone na podstawie wyników czterech najlepszych zawodniczek z każdego kraju, w trzech konkursach indywidualnych.

##### Klasyfikacja drużynowa
| Miejsce | Reprezentacja     | Zawodniczka        | Nota zawodniczki | Nota zespołu |
| ------- | ----------------- | ------------------ | ---------------- | ------------ |
| 1.      | Austria           | Daniela Iraschko   | 754,1            | 2115,6       |
| 1.      | Austria           | Eva Ganster        | 627,4            | 2115,6       |
| 1.      | Austria           | Magdalena Kubli    | 593,1            | 2115,6       |
| 1.      | Austria           | Verena Floss       | 141,0            | 2115,6       |
| 2.      | Niemcy            | Heidi Roth         | 526,2            | 2032,3       |
| 2.      | Niemcy            | Michaela Schmidt   | 525,6            | 2032,3       |
| 2.      | Niemcy            | Ann-Kathrin Reger  | 513,5            | 2032,3       |
| 2.      | Niemcy            | Stefanie Krieg     | 467,0            | 2032,3       |
| 3.      | Japonia           | Izumi Yamada       | 587,5            | 2023,5       |
| 3.      | Japonia           | Ayumi Watase       | 560,8            | 2023,5       |
| 3.      | Japonia           | Yoshiko Kasai      | 519,7            | 2023,5       |
| 3.      | Japonia           | Rieko Kanai        | 355,5            | 2023,5       |
| 4.      | Stany Zjednoczone | Lindsey Van        | 610,4            | 1972,5       |
| 4.      | Stany Zjednoczone | Karla Keck         | 522,4            | 1972,5       |
| 4.      | Stany Zjednoczone | Elizabeth Szotyori | 459,6            | 1972,5       |
| 4.      | Stany Zjednoczone | Blair Tomten       | 380,1            | 1972,5       |
| 5.      | Norwegia          | Henriette Smeby    | 634,0            | 1817,1       |
| 5.      | Norwegia          | Anette Sagen       | 523,6            | 1817,1       |
| 5.      | Norwegia          | Line Jahr          | 483,5            | 1817,1       |
| 5.      | Norwegia          | Stine Lobben       | 176,0            | 1817,1       |

## Klasyfikacja generalna turnieju
Poniżej znajduje się końcowa klasyfikacja FIS Ladies Grand Prix 2001 po przeprowadzeniu trzech konkursów. Łącznie, w tej edycji FIS Ladies Grand Prix sklasyfikowane zostało 32 zawodniczki z ośmiu państw.
| Miejsce | Zawodniczka          | Schönwald  | Schönwald  | Breitenberg | Punkty | Strata do liderki |
| ------- | -------------------- | ---------- | ---------- | ----------- | ------ | ----------------- |
| 01.     | Daniela Iraschko     | 239,5 (1)  | 261,0 (1)  | 253,6 (1)   | 754,1  | 0–                |
| 02.     | Henriette Smeby      | 208,5 (3)  | 188,0 (4)  | 237,5 (2)   | 634,0  | 120,1             |
| 03.     | Eva Ganster          | 210,0 (2)  | 186,0 (5)  | 231,4 (3)   | 627,4  | 126,7             |
| 04.     | Lindsey Van          | 184,5 (6)  | 200,5 (2)  | 225,4 (5)   | 610,4  | 143,7             |
| 05.     | Magdalena Kubli      | 193,5 (4)  | 198,5 (3)  | 201,1 (9)   | 593,1  | 161,0             |
| 06.     | Izumi Yamada         | 181,5 (8)  | 177,0 (7)  | 229,0 (4)   | 587,5  | 166,6             |
| 07.     | Ayumi Watase         | 184,5 (6)  | 176,5 (8)  | 199,8 (10)  | 560,8  | 193,3             |
| 08.     | Heidi Roth           | 142,0 (14) | 170,5 (5)  | 213,7 (6)   | 526,2  | 227,9             |
| 09.     | Michaela Schmidt     | 168,0 (10) | 153,0 (15) | 204,6 (8)   | 525,6  | 228,5             |
| 10.     | Anette Sagen         | 185,5 (5)  | 140,5 (19) | 197,6 (11)  | 523,6  | 230,5             |
| 11.     | Karla Keck           | 145,0 (13) | 170,0 (11) | 207,4 (7)   | 522,4  | 231,7             |
| 12.     | Yoshiko Kasai        | 164,5 (11) | 170,0 (11) | 185,2 (14)  | 519,7  | 234,4             |
| 13.     | Ann-Kathrin Reger    | 159,0 (12) | 170,5 (9)  | 184,0 (15)  | 513,5  | 240,6             |
| 14.     | Line Jahr            | 140,0 (17) | 164,0 (14) | 179,5 (16)  | 483,5  | 270,6             |
| 15.     | Stefanie Krieg       | 134,0 (20) | 166,0 (13) | 167,0 (19)  | 467,0  | 287,1             |
| 16.     | Helena Olsson        | 140,5 (16) | 149,5 (16) | 175,6 (17)  | 465,6  | 288,5             |
| 17.     | Tanja Volčjak        | 130,0 (22) | 145,0 (17) | 185,8 (13)  | 460,8  | 293,3             |
| 18.     | Elizabeth Szotyori   | 135,0 (19) | 135,5 (21) | 189,1 (12)  | 459,6  | 294,5             |
| 19.     | Carina Hils          | 141,0 (15) | 142,0 (18) | 156,0 (21)  | 439,0  | 315,1             |
| 20.     | Kristin Schmidt      | 115,5 (24) | 139,0 (20) | 169,9 (18)  | 424,4  | 329,7             |
| 21.     | Erika Westlund       | 135,5 (18) | 129,0 (22) | 151,8 (22)  | 416,3  | 337,8             |
| 22.     | Blair Tomten         | 125,0 (23) | 105,5 (23) | 149,6 (23)  | 380,1  | 374,0             |
| 23.     | Lydie Bernard        | 133,0 (21) | 103,5 (24) | 136,9 (26)  | 373,4  | 380,7             |
| 24.     | Jenna Mohr           | 104,0 (25) | 094,5 (25) | 160,6 (20)  | 359,1  | 395,0             |
| 25.     | Rieko Kanai          | 172,5 (9)  | 183,0 (6)  |             | 355,5  | 398,6             |
| 26.     | Annika Hilmers       | 080,0 (26) | 086,5 (27) | 139,3 (25)  | 305,8  | 448,3             |
| 27.     | Laura Gruß           | 059,5 (28) | 093,0 (26) | 126,3 (28)  | 287,8  | 475,3             |
| 28.     | Alexandra Schnitzler | 065,0 (27) | 067,5 (29) | 101,1 (30)  | 233,6  | 520,5             |
| 29.     | Stine Lobben         | 030,0 (29) | 068,0 (28) | 078,0 (31)  | 176,0  | 578,1             |
| 30.     | Verena Floss         |            |            | 141,0 (24)  | 141,0  | 613,1             |
| 31.     | Angelika Kühorn      |            |            | 128,9 (27)  | 128,9  | 625,2             |
| 32.     | Nicole Hauer         |            |            | 122,7 (29)  | 122,7  | 631,4             |

## Składy reprezentacji
Poniższa tabela zawiera składy wszystkich ośmiu reprezentacji, które uczestniczyły w FIS Ladies Grand Prix 2001. W nawiasie obok nazwy kraju podana została liczba zawodniczek z poszczególnych państw. W tabeli przedstawiono wyniki zajmowane przez zawodniczki we wszystkich konkursach oraz miejsca w poprzedniej edycji turnieju.
| Zawodniczka           | Data urodzenia       | Miejsce w FLGT 2000 | Starty w FLGP 2001 | Starty w FLGP 2001 | Starty w FLGP 2001 | Źródło |
| Zawodniczka           | Data urodzenia       | Miejsce w FLGT 2000 | Schönwald          | Schönwald          | Breitenberg        | Źródło |
| --------------------- | -------------------- | ------------------- | ------------------ | ------------------ | ------------------ | ------ |
| Austria (4)           |                      |                     |                    |                    |                    |        |
| Verena Floss          | 5 kwietnia 1986      | –                   | –                  | –                  | 24                 | [ 20 ] |
| Eva Ganster           | 30 marca 1978        | 2                   | 2                  | 5                  | 3                  | [ 21 ] |
| Daniela Iraschko      | 21 listopada 1983    | 1                   | 1                  | 1                  | 1                  | [ 22 ] |
| Magdalena Kubli       | 7 listopada 1985     | 5                   | 4                  | 3                  | 9                  | [ 23 ] |
| Francja (1)           |                      |                     |                    |                    |                    |        |
| Lydie Bernard         | 26 marca 1984        | –                   | 21                 | 24                 | 26                 | [ 24 ] |
| Japonia (4)           |                      |                     |                    |                    |                    |        |
| Rieko Kanai           | 4 listopada 1981     | –                   | 9                  | 6                  | –                  | [ 25 ] |
| Yoshiko Kasai         | 4 listopada 1980     | 10                  | 11                 | 11                 | 14                 | [ 26 ] |
| Ayumi Watase          | 18 lipca 1984        | 7                   | 6                  | 8                  | 10                 | [ 27 ] |
| Izumi Yamada          | 28 sierpnia 1978     | 6                   | 8                  | 7                  | 4                  | [ 28 ] |
| Niemcy (11)           |                      |                     |                    |                    |                    |        |
| Laura Gruß            | 3 maja 1983          | –                   | 28                 | 26                 | 28                 | [ 29 ] |
| Nicole Hauer          | 9 marca 1987         | –                   | –                  | –                  | 29                 | [ 30 ] |
| Annika Hilmers        | 1981                 | –                   | 26                 | 27                 | 25                 |        |
| Carina Hils           | 1 sierpnia 1987      | –                   | 15                 | 18                 | 21                 | [ 31 ] |
| Stefanie Krieg        | 2 czerwca 1981       | 13                  | 20                 | 13                 | 19                 | [ 32 ] |
| Angelika Kühorn       | 8 lipca 1986         | –                   | –                  | –                  | 27                 | [ 33 ] |
| Jenna Mohr            | 15 kwietnia 1987     | –                   | 25                 | 25                 | 20                 | [ 34 ] |
| Ann-Kathrin Reger     | 2 marca 1988         | 25                  | 12                 | 9                  | 15                 | [ 35 ] |
| Heidi Roth            | 11 października 1984 | 3                   | 14                 | 5                  | 6                  | [ 36 ] |
| Kristin Schmidt       | 18 października 1983 | 12                  | 24                 | 20                 | 18                 | [ 37 ] |
| Michaela Schmidt      | 27 listopada 1983    | 15                  | 10                 | 15                 | 8                  | [ 38 ] |
| Norwegia (4)          |                      |                     |                    |                    |                    |        |
| Line Jahr             | 16 stycznia 1984     | 16                  | 17                 | 14                 | 16                 | [ 39 ] |
| Stine Lobben          | 26 kwietnia 1986     | –                   | 29                 | 28                 | 31                 | [ 40 ] |
| Anette Sagen          | 10 stycznia 1985     | 8                   | 5                  | 19                 | 11                 | [ 41 ] |
| Henriette Smeby       | 13 listopada 1986    | –                   | 3                  | 4                  | 4                  | [ 42 ] |
| Słowenia (1)          |                      |                     |                    |                    |                    |        |
| Tanja Volčjak         | 1984                 | 11                  | 22                 | 17                 | 13                 | [ 43 ] |
| Stany Zjednoczone (5) |                      |                     |                    |                    |                    |        |
| Karla Keck            | 30 lipca 1975        | 4                   | 13                 | 11                 | 7                  | [ 44 ] |
| Alexandra Schnitzler  | 1985                 | 27                  | 27                 | 29                 | 30                 |        |
| Elizabeth Szotyori    | 1979                 | 18                  | 19                 | 21                 | 12                 |        |
| Blair Tomten          | 13 października 1982 | –                   | 23                 | 23                 | 23                 |        |
| Lindsey Van           | 27 listopada 1984    | 14                  | 6                  | 2                  | 5                  | [ 46 ] |
| Szwecja (2)           |                      |                     |                    |                    |                    |        |
| Helena Olsson         | 15 listopada 1983    | 9                   | 16                 | 16                 | 17                 | [ 47 ] |
| Erika Westlund        | 1983                 | 17                  | 18                 | 22                 | 22                 |        |